# Nicolas Inaudi
Nicolas Inaudi (Chambéry, 21 januari 1978) is een Frans voormalig wielrenner.
Inaudi reed in zijn gehele carrière enkel voor Franse ploegen. Hij begon als stagiair voor Ag2r Prévoyance in 2000. Elf maanden later kon hij daar écht aan de slag. Inaudi reed tot en met 2004 voor de ploeg, maar ging toen naar Cofidis. Inaudi kwam twee jaar uit voor Cofidis en behaalde daar onder andere een ereplaats in de Klimmerstrofee.

## Belangrijkste overwinningen en ereplaatsen
2001
- 1e GP Meyrin

2004
- 2e GP Tallinn

2005
- 3e Klimmerstrofee

## Resultaten in voornaamste wedstrijden
| Jaar | Ronde van Italië | Ronde van Frankrijk | Ronde van Spanje |
| ---- | ---------------- | ------------------- | ---------------- |
| 2002 |                  |                     | opgave           |
| 2004 |                  |                     | opgave           |
| 2005 | opgave           |                     |                  |

| Jaar | Milaan-San Remo |
| ---- | --------------- |
| 2002 |                 |
| 2004 |                 |
| 2005 | 162e            |